# Petr Fiala (hudebník)
Petr Fiala (* 20. března 1964 Hranice) je český kytarista, zpěvák, textař, spisovatel a frontman valašskomeziříčské skupiny Mňága a Žďorp.

## Hudební kariéra a život
V roce 1983 stál u zrodu skupiny Mňága a Žďorp (tehdy Slepé střevo), psal texty a organizoval zvukové zkoušky, které probíhaly u Fialů na zahradě. Pro své depresivní nálady a neschopnosti přizpůsobit se tehdejším zvyklostem pobýval počátkem roku 1987 v psychiatrické léčebně v Kroměříži, kde potkal zpěváka a textaře Jindru Spilku a kde napsal řadu nyní velmi oblíbených skladeb (např. „17B“). Mimo Mňágy měl také sólový projekt Jonáš Hvězda – pod tímto pseudonymem vystupoval na různých festivalech, v roce 1989 i v Praze, zpíval a recitoval vlastní písničky a básně. O dva roky později vyšla debutová a zároveň nejdůležitější deska Mňágy Made in Valmez. Svého textařského a skladatelského nadání využil při napsání své první knihy Z nejhoršího jsme uvnitř (1993) a sólových alb Nečum a tleskej! (1994) a Je čas (2005). Dne 18. září 2002 vystoupil s Mňágou v Londýně, na koncertě se objevili především čeští a slovenští obyvatelé anglické metropole. 26. listopadu 2005 se přímo na pódiu karlovarského klubu Rotes Berlin oženil se zpěvačkou Zuzanou Svobodovou. V letech 2001 až 2011 moderoval v ČT hudební pořad Ladí neladí. V roce 2015 napsal knihu s názvem Petr píše :-). Nyní koncertuje se skupinou Mňága a Žďorp a vede své vlastní vydavatelství Surikata Records. Se svou kapelou Mňága a Žďorp vydal dohromady 14 alb. Je podruhé rozvedený, má 5 dětí a žije ve městě Zubří na Valašsku.

## Diskografie
se skupinou Mňága a Žďorp
- 1991 – Made in Valmez (N.A.R., LP, MC, CD; 1993, Monitor – reedice, CD, MC)
- 1992 – Furt rovně (BMG Ariola, LP, MC, CD; 1996, Monitor – reedice, CD, MC)
- 1993 – Radost až na kost (Monitor/EMI, LP, MC, CD)
- 1994 – Valmez rock city (Monitor/EMI, CD, MC)
- 1995 – Ryzí zlato (Monitor/EMI)
- 1997 – Bajkonur (Monitor/EMI)
- 1999 – Chceš mě? Chci Tě! (Monitor/EMI)
- 2000 – Nic složitýho (Monitor/EMI)
- 2003 – Web site story (Monitor/EMI)
- 2006 – Dutý, ale free (Monitor/EMI)
- 2008 – Na stanici polární (Monitor/EMI)
- 2010 – Takže dobrý (Monitor/EMI)
- 2014 – Made in China (4. listopadu 2014)
- 2017 – Třínohý pes (3. března 2017)
- 2019 – Třecí plochy (8. října 2019)

sólová alba
- 1994 – Nečum a tleskej vol. 2 (Monitor/EMI)
- 2005 – Je čas (Monitor/EMI)

se skupinou Slepé střevo
- 1985 – Nečum a tleskej (vydáno 2002, ANNE Records)